# アンドレイ・セミョノフ (1989年生のサッカー選手)
- アンドレイ・セミョノフ
- アンドレイ・シモノフ

アンドレイ・セルゲイェヴィッチ・セミョノフ（ロシア語: Андрей Серге́евич Семёнов、1989年3月24日 - ）は、ロシアの元サッカー選手。現役時代のポジションはディフェンダー。FCアフマト・グロズヌイ所属。名前は「シモノフ」とも表記される。

## 来歴

### クラブ
FCスパルタク・モスクワの下部組織出身だが、トップチームに昇格出来ず、下部リーグのチームを転々とした。
FCアムカル・ペルミ在籍時の2012年11月26日のFCアンジ・マハチカラ戦 (1-2)でロシア・プレミアリーグデビューを果たした。
2014年2月24日、FCテレク・グロズヌイ（現・FCアフマト・グロズヌイ）に移籍した。

### 代表
2014年3月5日に行われたアルメニアとの親善試合でA代表初招集を受け、同年5月12日、2014 FIFAワールドカップに向けた代表候補の30人にサプライズ選出され、そのままエントリーメンバー23人にも選出された。
同年5月31日のノルウェー戦 (1-1)で代表初キャップを刻んだ。

## 人物
- 前述の2014年3月5日に行われたアルメニアとの親善試合でA代表初招集を受けた際に、ロシア代表のファビオ・カペッロ監督が同姓同名の別人を代表メンバーに入れてしまうハプニングがあった。その代表メンバー36名にセミョノフを入れるはずが、FCロコモティフ・モスクワのリザーブチームに所属する同姓同名の別人と取り違えてしまう事態となった[2][3]。その後ロシアサッカー連合はすぐさま間違いを訂正、謝罪し、実際に招集されるところまではいかなかった。

## 代表歴

### 出場大会
- ロシア代表
  - 2014 FIFAワールドカップ
  - 2018 FIFAワールドカップ

### 試合数
- 国際Aマッチ 27試合 0得点（2014年-2021年）[4]

| ロシア代表 | 国際Aマッチ | 国際Aマッチ |
| 年         | 出場        | 得点        |
| ---------- | ----------- | ----------- |
| 2014       | 2           | 0           |
| 2015       | 1           | 0           |
| 2016       | 2           | 0           |
| 2017       | 1           | 0           |
| 2018       | 2           | 0           |
| 2019       | 8           | 0           |
| 2020       | 5           | 0           |
| 2021       | 6           | 0           |
| 通算       | 27          | 0           |